# You're a Star
You're a Star was een Ierse talentenjacht.

## Geschiedenis
You're a Star werd in 2003 voor het eerst georganiseerd en uitgezonden door Raidió Teilifís Éireann, de Ierse openbare omroep. De show werd ontwikkeld als nationale preselectie voor het Eurovisiesongfestival, en liep steeds in de wintermaanden. Elke show werd live uitgezonden vanuit het Helix Theatre in Dublin. Na tegenvallende resultaten op het Eurovisiesongfestival, werd er beslist You're a Star niet langer te gebruiken als nationale preselectie vanaf 2006. De talentenjacht bleef echter nog drie seizoenen lopen. In 2008 maakte RTÉ bekend te stoppen met You're a Star.

## Lijst van winnaars
| Jaar | Winnaar        | Tweede                | Derde            |
| ---- | -------------- | --------------------- | ---------------- |
| 2003 | Mickey Harte   | Simon Casey           | Michael Leonard  |
| 2004 | Chris Doran    | James Kilbane         | Jean Elliot      |
| 2005 | Donna & Joe    | Jade                  | The Henry Girls  |
| 2006 | Lucia Evans    | The Sullivan Brothers | Marilyn Bane     |
| 2007 | David O'Connor | 21 Demands            | Maeve O'Donovan  |
| 2008 | Leanne Moore   | Robyn Kavanagh        | Deirdre Archbold |